# 九鬼巧
九鬼 巧（くき たくみ、1992年5月18日 - ）は、和歌山県有田市出身の陸上競技選手。専門は短距離走。100mの自己ベストは日本学生歴代9位タイの10秒19。2012年ロンドンオリンピック男子4×100mリレーの日本代表である。

## 経歴
和歌山県有田市出身。A型。有田市立宮原小学校、有田市立文成中学校、和歌山県立和歌山北高等学校、早稲田大学（スポーツ科学部）卒業。NTN所属。

### 小・中学生時代
地元の陸上クラブ「紀の国ジュニアアスリートクラブ」（現・紀の国アスリートクラブ）に入り、小学5,6年時に4×100mリレーのメンバーとして全国小学生陸上に出場した。
有田市立文成中学校の3年時に全日本中学校選手権100mで8位入賞、日本ジュニア室内大阪60m（中学）では初の日本一に輝いている。

### 高校生時代

#### 2008年
4月、和歌山県立和歌山北高等学校に進学。1年時には、インターハイ県大会100mにおいて自身初の10秒台となる10秒98（-0.9）をマークするも、近畿大会の準決勝で敗退し、個人種目でのインターハイ出場を逃した。

#### 2009年
6月のインターハイ近畿大会100m決勝において2009年ユース世界最高記録となる10秒34（+1.9）をマーク。7月に世界ユース選手権100mで6位入賞、スウェーデンリレーで日本ユースチーム（九鬼－山縣亮太－茅田昴－籾木勝吾）の1走を務めて銅メダルを獲得した。7-8月のインターハイでは100mを制して初の高校王者に輝き、10月の日本ユース選手権100mも制して高校2冠を達成。。12月には東アジア大会4×100mリレーの日本代表に高校生ながら選出され、日本チーム（九鬼－木村慎太郎－藤光謙司－荒尾将吾）の1走を務めて銀メダルを獲得した。

#### 2010年
7月の世界ジュニア選手権100mで準決勝敗退、4×100mリレーでは日本ジュニアチーム（九鬼－女部田亮－木村淳－飯塚翔太）の1走を務めて4位入賞を果たした。同月のインターハイ100mを昨年に続いて制し、25年ぶり5人目の2連覇を達成した。

### 大学生時代

#### 2011年
4月、早稲田大学スポーツ科学部に進学。大学1年時に関東インカレ100mで山縣亮太と共に1年生で決勝に進出したが、結果は4位に終わった（山縣は2位）。

#### 2012年
4月の織田記念国際100m予選で高校2年時にマークした10秒34を更新する10秒25（+2.0）の自己ベスト（当時）をマーク。6月の日本選手権100m予選では10秒23の自己ベスト（当時）をマークし、ロンドンオリンピックのB標準（10秒24）も突破して決勝に進出したが、決勝では優勝した江里口匡史と0秒01差の2位に終わった。この結果を受けて8月のロンドンオリンピック4×100mリレーの日本代表に選ばれたが、補欠として本大会は出番なしに終わった。

#### 2013年
9月の日本インカレ100m準決勝を日本歴代10位タイ（当時）の記録となる10秒19（+0.3）で通過。決勝はタイムを落としたものの10秒33で制し、自身初となる個人種目の大学タイトルを獲得した。

#### 2014年
10月12日に行われた所沢市選手権では競技人生初となる400mを走り、50秒28をマークした。

### 社会人時代

#### 2015年
4月、NTNに入社。

## 人物・エピソード
- 有田みかんの産地として有名な和歌山県有田市出身で、実家はみかん農園を経営している[2]。
- 陸上は小学4年時に3つ上の兄の影響で始める[10]。兄は筑波大学大学院を卒業した短距離走選手で、スポーツ選手のスプリントコーチなどを務めている。2011年日本インカレ100mで4位入賞の実績を持ち、自己ベストは10秒45[11]。兄弟で国民体育大会4×100mリレーに和歌山県代表として出場、日本インカレ100mなどで兄弟対決が実現している。
- 小学生の時は野球もやっており、少年野球クラブでは三塁を守っていた[1]。しかし中学入学と同時に野球との掛け持ちをやめて陸上に専念した[12]。
- 目標・憧れの選手は100m元世界記録保持者であるモーリス・グリーン[13]。
- 高校2年時のインターハイ100mは、10秒34という出場選手中トップの持ちタイムで出場したが、自分でもこのタイムはまぐれだと思っていたのでプレッシャーはなかったという。しかし、インターハイ王者として臨んだ国民体育大会100mはプレッシャーがあり、決勝前には帰りたくなったという[2]。
- 「九鬼水軍（九鬼氏）の末裔」と報じられている[14][リンク切れ]。

## 自己ベスト
記録欄の（　）内の数字は風速（m/s）で、+は追い風を意味する。
| 種目 | 記録          | 年月日         | 場所         | 大会                     | 備考                |
| 屋外 | 屋外          | 屋外           | 屋外         | 屋外                     | 屋外                |
| ---- | ------------- | -------------- | ------------ | ------------------------ | ------------------- |
| 100m | 10秒19 (+0.3) | 2013年9月6日   | 東京都       | 日本インカレ             | 日本学生歴代9位タイ |
| 200m | 21秒21 (+1.8) | 2012年4月20日  | ウォルナット | マウント・サック・リレー |                     |
| 400m | 50秒28        | 2014年10月12日 | 所沢市       | 所沢市選手権             |                     |
| 室内 |               |                |              |                          |                     |
| 60m  | 6秒72         | 2011年2月5日   | 大阪市       | 日本ジュニア室内大阪     |                     |

## 主要大会成績
備考欄の記録は当時のもの

### 国際大会
| 年         | 大会                     | 場所             | 種目      | 結果   | 記録            | 備考 |
| ---------- | ------------------------ | ---------------- | --------- | ------ | --------------- | ---- |
| 2009 (高2) | 世界ユース選手権         | ブレッサノーネ   | 100m      | 6位    | 10秒88 (-1.2)   |      |
| 2009 (高2) | 世界ユース選手権         | ブレッサノーネ   | メドレーR | 3位    | 1分52秒82 (1走) |      |
| 2009 (高2) | 日韓中ジュニア交流競技会 | 木浦             | 100m      | 3位    | 11秒05 (-0.7)   |      |
| 2009 (高2) | 日韓中ジュニア交流競技会 | 木浦             | 4x100mR   | 2位    | 41秒19 (1走)    |      |
| 2009 (高2) | 日韓中ジュニア交流競技会 | 木浦             | 100m      | 3位    | 11秒10 (-2.7)   |      |
| 2009 (高2) | 日韓中ジュニア交流競技会 | 木浦             | 4x100mR   | 2位    | 41秒11 (1走)    |      |
| 2009 (高2) | 東アジア大会 (en)        | 香港             | 4x100mR   | 2位    | 39秒40 (1走)    |      |
| 2010 (高2) | 日中ジュニア室内         | 大阪             | 60m       | 2位    | 6秒79           |      |
| 2010 (高3) | 世界ジュニア選手権       | モンクトン       | 100m      | 準決勝 | 10秒71 (+2.6)   |      |
| 2010 (高3) | 世界ジュニア選手権       | モンクトン       | 4x100mR   | 4位    | 39秒89 (1走)    |      |
| 2011 (高3) | 3カ国ジュニア室内        | 大阪             | 60m       | 優勝   | 6秒74           |      |
| 2014 (大4) | 日中韓3カ国交流陸上      | 金華             | 4x100mR   | 3位    | 40秒72 (3走)    |      |
| 2017 (社3) | アジア選手権 (en)        | ブバネーシュワル | 100m      | 準決勝 | 10秒54 (+1.4)   |      |
| 2017 (社3) | デカネーション           | アンジェ         | 100m      | 6位    | 10秒78 (+0.5)   |      |
| 2018 (社4) | 日中韓3カ国交流陸上      | 札幌             | 100m      | 優勝   | 10秒51 (+2.3)   |      |
| 2018 (社4) | 日中韓3カ国交流陸上      | 札幌             | 4x100mR   | 優勝   | 39秒42 (1走)    |      |

### 日本選手権
4x100mRは日本選手権リレーの成績
| 年         | 大会       | 場所     | 種目    | 結果   | 記録          | 備考 |
| ---------- | ---------- | -------- | ------- | ------ | ------------- | ---- |
| 2011 (大1) | 日本選手権 | 横浜市   | 4x100mR | 4位    | 40秒16 (1走)  |      |
| 2012 (大2) | 日本選手権 | 大阪市   | 100m    | 2位    | 10秒30 (0.0)  |      |
| 2012 (大2) | 日本選手権 | 横浜市   | 4x100mR | 優勝   | 39秒53 (1走)  |      |
| 2013 (大3) | 日本選手権 | 調布市   | 100m    | 7位    | 10秒36 (+0.7) |      |
| 2013 (大3) | 日本選手権 | 横浜市   | 4x100mR | 優勝   | 39秒40 (2走)  |      |
| 2014 (大4) | 日本選手権 | 福島市   | 100m    | 8位    | 10秒38 (+0.6) |      |
| 2014 (大4) | 日本選手権 | 横浜市   | 4x100mR | 2位    | 39秒02 (2走)  |      |
| 2015 (社1) | 日本選手権 | 新潟市   | 100m    | 準決勝 | 10秒75 (-1.4) |      |
| 2016 (社2) | 日本選手権 | 名古屋市 | 100m    | 8位    | 10秒53 (-0.3) |      |
| 2017 (社3) | 日本選手権 | 大阪市   | 100m    | 8位    | 10秒45 (+0.6) |      |
| 2018 (社4) | 日本選手権 | 山口市   | 100m    | 8位    | 10秒44 (+0.6) |      |

### その他
| 年         | 大会                     | 場所                    | 種目      | 結果     | 記録            | 備考                                  |
| ---------- | ------------------------ | ----------------------- | --------- | -------- | --------------- | ------------------------------------- |
| 2003 (小5) | 全国小学生陸上           | 東京都                  | 4x100mR   | 予選     | 54秒52 (3走)    |                                       |
| 2003 (小5) | 全国小学生陸上           | 東京都                  | 4x100mR   | 交流     | 54秒72 (3走)    |                                       |
| 2004 (小6) | 全国小学生陸上           | 東京都                  | 4x100mR   | 予選     | 54秒40 (2走)    |                                       |
| 2004 (小6) | 全国小学生陸上           | 東京都                  | 4x100mR   | 交流     | 54秒84 (2走)    |                                       |
| 2007 (中3) | 全日本中学校選手権       | 利府町                  | 100m      | 8位      | 11秒35 (-1.7)   |                                       |
| 2007 (中3) | 国民体育大会             | 秋田市                  | 200m      | 予選     | 23秒58 (0.0)    |                                       |
| 2007 (中3) | 国民体育大会             | 秋田市                  | 4x100mR   | 予選     | 41秒63 (1走)    |                                       |
| 2008 (中3) | 日本ジュニア室内大阪     | 大阪市                  | 60m       | 優勝     | 6秒97           |                                       |
| 2008 (高1) | インターハイ             | 熊谷市                  | 4x100mR   | 準決勝   | 41秒73 (2走)    |                                       |
| 2008 (高1) | 国民体育大会             | 大分市                  | 100m      | 6位      | 10秒93 (+0.7)   |                                       |
| 2009 (高1) | 日本ジュニア室内大阪     | 大阪市                  | 60m       | 2位      | 6秒93           |                                       |
| 2009 (高2) | インターハイ             | 奈良市                  | 100m      | 優勝     | 10秒44 (+1.1)   | 10年ぶりの2年生優勝                   |
| 2009 (高2) | インターハイ             | 奈良市                  | 4x100mR   | 準決勝   | 41秒92 (2走)    |                                       |
| 2009 (高2) | 国民体育大会             | 新潟市                  | 100m      | 2位      | 10秒44 (0.0)    |                                       |
| 2009 (高2) | 日本ユース選手権         | 甲府市                  | 100m      | 優勝     | 10秒54 (-0.1)   | 大会記録                              |
| 2009 (高2) | 日本ユース選手権         | 甲府市                  | 200m      | 2位      | 21秒74 (-0.8)   | 同着                                  |
| 2009 (高2) | 日本ユース選手権         | 甲府市                  | 4x100mR   | 8位      | 42秒52 (2走)    |                                       |
| 2010 (高3) | 織田記念                 | 広島市                  | 100m      | B決勝5位 | 10秒58 (+1.6)   |                                       |
| 2010 (高3) | インターハイ             | 沖縄市                  | 100m      | 優勝     | 10秒66 (-2.1)   | 25年ぶり史上5人目の2連覇              |
| 2010 (高3) | インターハイ             | 沖縄市                  | 200m      | 予選     | 22秒25 (-1.1)   |                                       |
| 2010 (高3) | インターハイ             | 沖縄市                  | 4x100mR   | 準決勝   | 41秒67 (2走)    |                                       |
| 2010 (高3) | 国民体育大会             | 千葉市                  | 100m      | 2位      | 10秒47 (0.0)    |                                       |
| 2010 (高3) | 国民体育大会             | 千葉市                  | 4x100mR   | 準決勝   | 40秒97 (2走)    |                                       |
| 2011 (高3) | 日本ジュニア室内大阪     | 大阪市                  | 60m       | 2位      | 6秒72           |                                       |
| 2011 (大1) | ゴールデングランプリ川崎 | 川崎市                  | 4x100mR   | 4位      | 39秒48 (1走)    |                                       |
| 2011 (大1) | 関東インカレ (1部)       | 東京都                  | 100m      | 4位      | 10秒67 (-2.6)   |                                       |
| 2011 (大1) | 関東インカレ (1部)       | 東京都                  | 4x100mR   | 3位      | 39秒78 (1走)    |                                       |
| 2011 (大1) | 日本学生個人選手権       | 平塚市                  | 100m      | 5位      | 10秒52 (+0.4)   |                                       |
| 2011 (大1) | 日本学生個人選手権       | 平塚市                  | 200m      | 準決勝   | 21秒69 (+1.5)   |                                       |
| 2011 (大1) | サマー・ゲームス         | 東京都                  | 100m      | 7位      | 10秒62 (+2.0)   |                                       |
| 2011 (大1) | サマー・ゲームス         | 東京都                  | 4x100mR   | 5位      | 40秒50 (2走)    |                                       |
| 2011 (大1) | 日本インカレ             | 熊本市                  | 100m      | 準決勝   | 10秒58 (-0.9)   |                                       |
| 2011 (大1) | 日本インカレ             | 熊本市                  | 4x100mR   | 8位      | 40秒17 (1走)    |                                       |
| 2011 (大1) | 国民体育大会             | 山口市                  | 100m      | 予選     | 10秒94 (-1.4)   |                                       |
| 2011 (大1) | 国民体育大会             | 山口市                  | 4x100mR   | 予選     | 41秒47 (2走)    |                                       |
| 2012 (大2) | 織田記念                 | 広島市                  | 100m      | 5位      | 10秒42 (0.0)    |                                       |
| 2012 (大2) | ゴールデングランプリ川崎 | 川崎市                  | 100m      | 8位      | 10秒37 (+2.9)   |                                       |
| 2012 (大2) | 関東インカレ (1部)       | 東京都                  | 100m      | 2位      | 10秒50 (-1.2)   |                                       |
| 2012 (大2) | 関東インカレ (1部)       | 東京都                  | 4x100mR   | 優勝     | 39秒62 (2走)    |                                       |
| 2012 (大2) | 日本インカレ             | 東京都                  | 100m      | 4位      | 10秒75 (-2.9)   |                                       |
| 2012 (大2) | 日本インカレ             | 東京都                  | 4x100mR   | 優勝     | 39秒19 (2走)    |                                       |
| 2012 (大2) | 国民体育大会             | 岐阜市                  | 100m      | 4位      | 10秒40 (+0.6)   |                                       |
| 2012 (大2) | 国民体育大会             | 岐阜市                  | 4x100mR   | 予選     | 41秒61 (2走)    |                                       |
| 2013 (大3) | 織田記念                 | 広島市                  | 100m      | 予選     | 10秒54 (+0.1)   |                                       |
| 2013 (大3) | 関東インカレ (1部)       | 東京都 横浜市           | 100m      | 7位      | 10秒69 (-1.4)   |                                       |
| 2013 (大3) | 関東インカレ (1部)       | 東京都 横浜市           | 4x100mR   | 2位      | 38秒81 (2走)    |                                       |
| 2013 (大3) | 布勢スプリント           | 鳥取市                  | 100m      | 決勝     | 10秒55 (-0.4)   |                                       |
| 2013 (大3) | トワイライト・ゲームス   | 東京都                  | 100m      | 6位      | 10秒50 (+0.1)   |                                       |
| 2013 (大3) | 日本インカレ             | 東京都                  | 100m      | 優勝     | 10秒33 (+0.5)   | 準決勝10秒19 (+0.3)：日本歴代10位タイ |
| 2013 (大3) | 日本インカレ             | 東京都                  | 4x100mR   | 2位      | 39秒11 (2走)    |                                       |
| 2013 (大3) | 国民体育大会             | 調布市                  | 100m      | 6位      | 10秒58 (-1.7)   |                                       |
| 2013 (大3) | 国民体育大会             | 調布市                  | 4x100mR   | 予選     | 41秒46 (2走)    |                                       |
| 2013 (大3) | 実業団・学生対抗         | 平塚市                  | 100m      | 3位      | 10秒45 (+2.9)   |                                       |
| 2013 (大3) | 実業団・学生対抗         | 平塚市                  | メドレーR | 優勝     | 1分52秒38 (2走) |                                       |
| 2014 (大4) | 織田記念                 | 広島市                  | 100m      | 2位      | 10秒25 (+0.7)   |                                       |
| 2014 (大4) | 関東インカレ (1部)       | 熊谷市                  | 100m      | 4位      | 10秒30 (+1.6)   |                                       |
| 2014 (大4) | 関東インカレ (1部)       | 熊谷市                  | 4x100mR   | 予選     | DQ (2走)        | オーバーゾーン (1-2走)                |
| 2014 (大4) | 布勢スプリント           | 鳥取市                  | 100m      | 6位      | 10秒44 (+1.8)   |                                       |
| 2014 (大4) | Spitzen Leichtathletik   | ルツェルン              | 100m      | 決勝     | 10秒65 (-0.8)   |                                       |
| 2014 (大4) | ナイトオブアスレチックス | ヒュースデン ＝ゾルダー | 100m      | 7位      | 10秒54 (+0.4)   |                                       |
| 2014 (大4) | 日本インカレ             | 東京都                  | 100m      | 3位      | 10秒38 (-0.4)   |                                       |
| 2014 (大4) | 日本インカレ             | 東京都                  | 4x100mR   | 2位      | 39秒10 (2走)    |                                       |
| 2014 (大4) | 国民体育大会             | 諫早市                  | 100m      | 予選     | 10秒63 (-0.2)   |                                       |
| 2014 (大4) | 国民体育大会             | 諫早市                  | 4x100mR   | 準決勝   | 40秒30 (2走)    |                                       |
| 2015 (社1) | 織田記念                 | 広島市                  | 100m      | B決勝    | DNS             | 予選10秒59 (-0.1)                     |
| 2015 (社1) | 国民体育大会             | 和歌山市                | 100m      | 7位      | 10秒51 (-1.1)   |                                       |
| 2015 (社1) | 国民体育大会             | 和歌山市                | 4x100mR   | 準決勝   | 40秒99 (2走)    |                                       |
| 2015 (社1) | 布勢スプリント           | 鳥取市                  | 100m      | 3位      | 10秒44 (+0.3)   |                                       |
| 2015 (社1) | エコパトラックゲームズ   | 袋井市                  | 100m      | 3位      | 10秒45 (+0.2)   |                                       |
| 2016 (社2) | 布勢スプリント           | 鳥取市                  | 100m      | 8位      | 10秒42 (-0.5)   |                                       |
| 2016 (社2) | オールスターナイト陸上   | 平塚市                  | 100m      | 4位      | 10秒33 (+2.6)   |                                       |
| 2016 (社2) | オールスターナイト陸上   | 平塚市                  | メドレーR | 2位      | 1分51秒37 (2走) |                                       |
| 2016 (社2) | 全日本実業団選手権       | 大阪市                  | 100m      | 6位      | 10秒54 (+0.5)   |                                       |
| 2016 (社2) | 全日本実業団選手権       | 大阪市                  | 4x100mR   | 3位      | 39秒58 (2走)    |                                       |
| 2016 (社2) | 国民体育大会             | 北上市                  | 100m      | 9位      | 10秒52 (+0.8)   |                                       |
| 2016 (社2) | 国民体育大会             | 北上市                  | 4x100mR   | 準決勝   | 42秒14 (1走)    |                                       |
| 2017 (社3) | 織田記念                 | 広島市                  | 100m      | 4位      | 10秒39 (-0.3)   |                                       |
| 2017 (社3) | 布勢スプリント           | 鳥取市                  | 100m      | 4位      | 10秒20 (+1.9)   |                                       |
| 2017 (社3) | オールスターナイト陸上   | 平塚市                  | 100m      | 4位      | 10秒39 (+1.0)   |                                       |
| 2017 (社3) | トワイライト・ゲームス   | 東京都                  | 100m      | 6位      | 10秒46 (+0.6)   |                                       |
| 2017 (社3) | 全日本実業団選手権       | 大阪市                  | 100m      | 4位      | 10秒35 (+0.2)   |                                       |
| 2017 (社3) | 全日本実業団選手権       | 大阪市                  | 4x100mR   | 優勝     | 39秒06 (2走)    |                                       |
| 2017 (社3) | 国民体育大会             | 松山市                  | 100m      | 7位      | 10秒44 (0.0)    |                                       |
| 2017 (社3) | 国民体育大会             | 松山市                  | 4x100mR   | 予選     | 41秒43 (2走)    |                                       |
| 2018 (社4) | 織田記念                 | 広島市                  | 100m      | 7位      | 10秒47 (+1.3)   |                                       |
| 2018 (社4) | 全日本実業団選手権       | 大阪市                  | 100m      | 5位      | 10秒35 (0.0)    |                                       |
| 2018 (社4) | 全日本実業団選手権       | 大阪市                  | 4x100mR   | 2位      | 39秒71 (2走)    |                                       |
| 2018 (社4) | 国民体育大会             | 福井市                  | 100m      | 3位      | 10秒80 (-5.2)   |                                       |